# Canyon Dlinï
Le canyon Dlinï est une carrière immergée située sur le territoire de la région de Kamenskï dans l'oblast de Rostov en Russie.

## Histoire
Sur le territoire du canyon Dlinï il y avait une carrière de pierres. Dans les années 1970, au cours des travaux effectués à l'aide d'une excavatrice, les travailleurs ont fait une perforation dans une nappe d'eau souterraine qui a rendu la carrière remplie d'eau. L'eau a rempli la carrière si rapidement que l'équipe de travail n'a pas eu le temps de prendre l'équipement du fond qui a été inondé et qui est resté encore de nos jours.

## Description
Le canyon Dlinï est considéré comme la plus grande carrière inondée dans la région de Rostov. Sur son territoire a été formé un lac, dont la longueur est de 2 kilomètres 200 mètres. La carrière est à 6 km. au sud-ouest du village de Chistoozerny et à 10 kilomètres au sud-est de la ville de Kamensk-Chakhtinski. La largeur maximale du lac est d'environ 100 mètres. Sa profondeur est d'environ 30 à 50 mètres. Le lac est alimenté par des sources souterraines, l'eau y reste fraîche même si la température de l'air est élevée. Les rives du site sont rocheuses et raides, atteignant une hauteur de 40 mètres.